# Ermes Muccinelli
Ermes Muccinelli (Lugo di Romagna, 28 de julho de 1927 - 4 de novembro de 1994) foi um futebolista italiano que atuava como atacante.

## Carreira
Ermes Muccinelli fez parte do elenco da Seleção Italiana de Futebol na Copa do Mundo de 1950, no Brasil, e na Copa de 1954, ele fez quatro partidas e um gol em Copas.